# Azza Transport
Azza Transport war eine sudanesische Frachtfluggesellschaft mit Sitz in Khartum am dortigen Flughafen Khartum. 

## Geschichte
Azza Transport wurde im September 1993 gegründet und begann ihren Flugbetrieb im September desselben Jahres. Besitzer waren die Omdurman National Bank sowie die Versicherungsgesellschaften Shaikan Insurances und Sheikan Insurance. Die Gesellschaft stellte 2013 den Flugbetrieb ein.

## Flugziele
Sie bot Fracht-Charterflüge innerhalb Afrikas und in den Nahen Osten (Sharjah, Vereinigte Arabische Emirate) an. Pläne, wonach die Airline auch nach Europa fliegen wollte, wurden nicht verwirklicht, da die Fluggesellschaft auf die Liste der Betriebsuntersagungen für den Luftraum der Europäischen Union eingetragen wurde.

## Flotte
Am Ende waren noch drei Flugzeuge im Besitz der Gesellschaft:
- Boeing 707 (war inaktiv)
- Antonow An-12
- Antonow An-32 (war inaktiv)

Zuvor besaß die Gesellschaft noch Flugzeuge der Typen:
- Iljuschin Il-76
- Tupolew Tu-134
- Antonow An-26

## Zwischenfälle
Die Gesellschaft verzeichnete in ihrer Geschichte drei gravierende Zwischenfälle, davon zwei mit Todesopfern:
- Am 24. Februar 2007 verunglückte eine Antonow An-12 (Luftfahrzeugkennzeichen ST-AQE) bei der Landung am Flughafen al-Dschunaina. Über Personenschaden ist nichts bekannt.[6]

- Am 21. Oktober 2009 stürzte eine Frachtmaschine des Typs Boeing 707-330C der AZZA Transport (ST-AKW) beim Start vom Flughafen Schardscha (Vereinigte Arabische Emirate) nach einem Strömungsabriss 1,6 Kilometer nordwestlich davon ab. Dabei kamen alle 6 Insassen, drei Besatzungsmitglieder und 3 Passagiere ums Leben. Die Maschine flog im Auftrag der Sudan Airways. Beim Abheben hatten sich Teile der inneren Triebwerksverkleidung vom Triebwerk Nr. 4 (rechts außen) gelöst, was zu fehlerhaften Anzeigen führte, aufgrund deren das Triebwerk abgestellt wurde. Auslösend war das mangelhafte Wartungssystem von AZZA Transport. Bei der Maschine handelte es sich um die bis 1981 von Lufthansa und Condor geflogene D-ABUJ (siehe auch Sudan-Airways-Flug 2241).[7][8]

- Am 7. Oktober 2012 verunglückte eine Antonow An-12 (ST-ARV) mit 16 Soldaten und sechs Mann Besatzung an Bord der An-12. Das Flugzeug bekam unterwegs Motorprobleme und verunglückte bei einer versuchten Notlandung. Beim Unglück kamen 15 Personen ums Leben.[9]